# Bracon brasiliensis
Bracon brasiliensis är en stekelart som beskrevs av Dalla Torre 1898. Bracon brasiliensis ingår i släktet Bracon och familjen bracksteklar. Inga underarter finns listade.